# Unitat auxiliar de potència

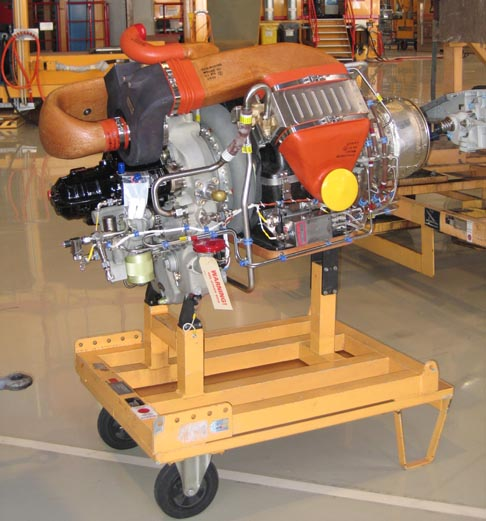
Unitat auxiliar de potència APIC APS3200 dels Airbus A318/A319/A320/A321

Una unitat auxiliar de potència (APU per les seves sigles en anglès) és una unitat auxiliar (en general un turbogenerador) que serveix per produir energia a bord dels avions per alimentar els diferents sistemes de bord (tensió elèctrica, pressió pneumàtica i hidràulica, climatització) a terra quan els motors principals estan aturats per estalviar combustible, així com per arrancar els motors. Es pot utilitzar també durant el vol. Els APU generalment es troben al darrere de l'avió, al con de cua, i funcionen amb querosè dels dipòsits de l'avió.
En cas de fallada de l'APU, a terra es poden fer servir grups (tensió elèctrica, pressió hidràulica) i un grup d'arrancada amb aire (pressió pneumàtica) anomenat ASU (Air Start Unit).
Gairebé tots els avions de reacció disposen d'una APU, a part d'algunes turbohèlices i certs avions de negocis.